# Оксид срібла(I)
Окси́д срі́бла(I), Арге́нтум(I) окси́д — неорганічна бінарна сполука з формулою Ag2O.

## Фізичні властивості
Ag2O практично не розчиняється у більшості відомих розчинників, виключаючи ті, з якими він взаємодіє хімічно. У воді він утворює незначне число іонів Ag(OH) 2-. Іон Ag+ гідролізується дуже слабко (1:40 000); у водному розчині аміаку розкладається з утворенням розчинних похідних.
Фоточутливий. При температурі вище 280 °C розкладається.

## Отримання
Оксид може бути отриманий взаємодією нітрату срібла з лугом у водному розчині:
{\displaystyle \mathrm {AgNO_{3}+2NaOH{\xrightarrow {}}Ag_{2}O+H_{2}O+2NaNO_{3}} }
Це пов'язано з тим, що утворений під час реакції гідроксид срібла(I) швидко розкладається на оксид та воду:
{\displaystyle \mathrm {2AgOH\rightarrow Ag_{2}O+H_{2}O} } (pK = 2.875)
Більш чистий оксид срібла(I) може бути отриманий внаслідок анодного окислення металевого срібла в дистильованій воді.

## Хімічні властивості
Оксид срібла поступово чорніє на світлі, розкладаючись на прості речовини. При нагріванні ця реакція відбувається активніше:
{\displaystyle \mathrm {2Ag_{2}O{\xrightarrow {200^{o}C}}\ 4Ag+O_{2}} }
Свіжий осад Ag2O легко взаємодіє з кислотами:
{\displaystyle \mathrm {Ag_{2}O+2HX\longrightarrow 2AgX+H_{2}O} },
де HX = HF, HCl, HBr, HI, CF3COOH. Також Ag2O реагує з розчинами хлоридів лужних металів, утворюючи хлорид срібла і відповідний луг.
В суспензіях оксид здатен відновлюватися до металу під дією водню, пероксиду водню, оксиду вуглецю CO:
{\displaystyle \mathrm {Ag_{2}O+H_{2}{\xrightarrow {40^{o}C}}\ 2Ag+H_{2}O} }
{\displaystyle \mathrm {Ag_{2}O+H_{2}O_{2}\longrightarrow 2Ag+O_{2}+H_{2}O} }
{\displaystyle \mathrm {Ag_{2}O+CO{\xrightarrow {10^{o}C}}\ 2Ag+CO_{2}} }
Ag2O взаємодіє із розчинами ціанідів та амоніаку, утворюючи координаційні сполуки, в яких атом срібла утримує два ліганди:
{\displaystyle \mathrm {Ag_{2}O+4KCN+H_{2}O\longrightarrow 2K[Ag(CN)_{2}]+2KOH} }
{\displaystyle \mathrm {Ag_{2}O+2NH_{3}+H_{2}O\longrightarrow 2[Ag(NH_{3})_{2}]OH} }
Продукт останньої реакції, гідроксид діаммінсрібла, з часом розкладається з утворенням іміду срібла, який може легко детонувати:
{\displaystyle \mathrm {2[Ag(NH_{3})_{2}]OH\longrightarrow Ag_{2}NH+3NH_{3}+2H_{2}O} }
Оксид срібла є активним окисником по відношенню до сполук хрому, альдегідів, галогенопохідних вуглеводнів:
{\displaystyle \mathrm {3Ag_{2}O+2Cr(OH)_{3}+4NaOH\longrightarrow 2Na_{2}CrO_{4}+6Ag+5H_{2}O} }

## Застосування
У вигляді суспензій оксид срібла(I) використовується в медицині як антисептик. У поєднанні з оксидами CuO та MnO2 є ефективним каталізатором окиснення оксиду вуглецю CO за кімнатної температури, завдяки чому широко застосовується у виробництві протигазів.